# Mitoám Kai Pomo
Mitoám Kai Pomo (Mitomkai Pomo; Little Lakes, službeno u Indian Affairs Reports.) /=big valley, od mato = big + kai =valley,/ pleme američkih Indijanaca porodice Kulanapan, naseljeno na Willits ili Little Lake Valley u okrugu Mendocino u Kaliforniji. Većina ih je, lokalno poznati kao Little Lakes, smještena na rezervatu Round Valley. Ujključujući Redwoods Indijance 1905. bilo ih je 114. McKee ih (1851) naziva Betumki a kod A. L. Kroebera stoji naziv Bitomkhai.

## Vanjske poveznice
- Kulanapan Family